# Кар (язык)
Кар — язык жителей острова Кар-Никобар, самого населённого из Никобарских островов. Является самым распространённым из языков никобарской ветви австроазиатской семьи. Носители языка живут в деревнях, разбросанных по периметру острова, и в лексике разных деревень возможны некоторые диалектные различия. При этом каждый взрослый носитель знает слова всех остальных диалектов, помимо своего.

## Письменность
В конце XIX века англиканский миссионер Джордж Уайтхед (англ. George Whitehead) разработал для языка письменность, основанную на латинице, которая применяется носителями по сей день.
| A a | Ā ā | Ĕ ĕ | Ē ē | E e | Ë ë | I i | Ī ī | O o | Ō ō | Ò ò | Ô ô | Ö ö | Öö öö | U u | Ū ū | Ch ch |
| --- | --- | --- | --- | --- | --- | --- | --- | --- | --- | --- | --- | --- | ----- | --- | --- | ----- |

| F f | H h | K k | K k | L l | M m | N n | Ṅ ṅ | Ng ng | Ny ny | P p | R r | Ṛ ṛ | S s | T t | V v | Y y |
| --- | --- | --- | --- | --- | --- | --- | --- | ----- | ----- | --- | --- | --- | --- | --- | --- | --- |

## Сведения о диалектах
Ранее исследователи говорили о едином «никобарском языке», выделяя в нём несколько «диалектов», в частности кар-никобарский, центральный никобарский (острова Нанкаури и Каморта), шом-пенг (острова Малый и Большой Никобар), чаура и южный никобарский (острова Чаура и Тересса). Между ними существуют значительные различия в лексическом составе. В настоящее время принято говорить не о едином «никобарском языке», а о группе родственных никобарских языков, из которых кар является самым многочисленным.

## Социолингвистическая ситуация
Контакты местного населения Никобарских островов с иностранцами отмечаются с середины XVII века. С тех пор, и до 1947 года, когда эти территории официально стали частью Индии, острова находились под контролем разных стран, особенно продолжительное время – Дании и Великобритании. В результате этого никобарские языки, в том числе и кар, содержат большое число заимствований.
В связи с тем что о. Кар-Никобар является самым густонаселённым из Никобарских, язык кар является самым распространённым из всех языков своей ветви, жители других островов способны с легкостью понимать носителей языка кар, даже если для них он не является родным. Часто жители острова Кар-Никобар переезжают на другие острова в поисках работы и/или брачного партнёра, что также способствует распространению языка. При этом, однако, браки с представителями других племён запрещены.
В крупных деревнях существуют государственные средние школы, работающие по стандартной программе CBSE, в которой обязательными предметами являются хинди и английский язык. Соответственно, образованные носители языка кар владеют в какой-то степени ещё двумя языками.

## Типологическая характеристика
- Тип выражения грамматических значений – аналитизм (с элементами синтетизма)

Для выражения будущего времени используется 4 модальных частицы, передающих разную степень уверенности говорящего, основной из которых является min (~ англ. "will"). В целом временные показатели в глаголе отсутствуют, время может передаваться с помощью наречий и выражаться на местоимении.
| tɨ́ːc   | héːk  | jik     | taɾík   |
| сажать | снова | 3PL.PST | человек |

'Люди снова сажали' (Braine, 1970, с. 214)
Хотя глагольное и местоименное словоизменение достаточно развито, нельзя назвать язык синтетическим, так как общее количество выражаемых грамматических значений незначительно, большинство лексических единиц употребляется в своей основной форме (в языке отсутствуют падежи, число различается только у местоимений).
Необычной особенностью языка является возможность инкорпорации объекта или объектного квантификатора в состав предиката: неопределённый объект может выражаться в виде глагольного суффикса (и впоследствии в предложении может быть прояснён).
| lúːj-hə-l         | mitə́ːm | cin | i  | ɽóːj  | cóːn   |
| три-INC.OBJ-вверх | ночь   | 1SG | на | ветка | дерево |

'Я был на ветке дерева три ночи' (Braine, 1970, с. 124) – при присоединении показателя INC.OBJ к основе нумератора образовался предикат.
- Характер границы между морфемами – агглютинация

В большинстве случаев на границах морфем не происходит никакого взаимодействия. Исключением является словообразование местоимений, происходящее фузионно. 
| ha-ɾáːl-ɲ-uʋə        | nun | minɛ́ː        | hiláː  |
| CAUS-сохнуть-из-POSS | 3PL | DIST.PL.INAN | одежда |

'Та одежда была высушена' (Sidwell, 2015, с. 1260) – в глаголе все аффиксы присоединены агглютинативно, а местоимение – это фузия различных показателей.
- Локус маркирования: в посессивной ИГ и в предикации – нулевое маркирование

| hól  | cu  |
| друг | 1SG |

'Мой друг' (Braine, 1970, с. 251)
| héŋ-hə-ɲ        | cin | fɛ́ːl  | taɾík   |
| один-INC.OBJ-из | 1SG | убить | человек |

'Я убил одного человека' (Braine, 1970, с. 124)
- Тип ролевой кодировки – аккузативный

В языке кар единственным средством выражения различий между семантическими ролями является порядок слов – в немаркированном предложении объект переходного глагола всегда располагается между глаголом и субъектом. Также на аккузативность указывает наличие повышающей пассивной конструкции.
| mɨ́k    | ŋam | líːpəɾɛ | cin |
| видеть | DEF | книга   | 1SG |

'Я вижу книгу' (Braine, 1970, с. 245)
| mɨ́k-ə       | an       | ŋam | líːpəɾɛ | tə   | cu  |
| видеть-PASS | 3SG.DIST | DEF | книга   | LINK | 1SG |

'Книга увидена мной' (Braine, 1970, с. 246)
- Базовый порядок слов – VOS

| kavál   | ʔihóŋ  | jin | mɛ̃́ː          | ɲĩ́ːʔ    |
| бросать | камень | 3PL | DIST.PL.ANIM | ребёнок |

'Дети бросают камни' (Sidwell, 2015, с. 1249)

## Фонетика и фонология

### Гласные
|                       | Передний ряд | Средний ряд | Задний ряд |
| --------------------- | ------------ | ----------- | ---------- |
| Верхний подъём        | i            | ɨ           | u          |
| Средне-верхний подъём | e            | ɤ           | o          |
| Средне-нижний подъём  | ɛ            | ə           | ɔ          |
| Нижний подъём         | (æ)          | a           |            |

Каждый из гласных может быть дополнительно долгим /ː/ и назализованным /~/. Фонема /æ/ встречается только в нескольких словах, заимствованных из английского языка (/plǽŋkɛ́t/ от англ. blanket – одеяло).

### Согласные
|               | Лабиальные | Альвеолярные | Палатальные | Велярные | Гортанные |
| ------------- | ---------- | ------------ | ----------- | -------- | --------- |
| Взрывные      | p          | t            | c           | k        | ʔ         |
| Носовые       | m          | n            | ɲ           | ŋ        |           |
| Фрикативные   | f          | s            |             |          | h         |
| Аппроксиманты | ʋ          | l ɾ ɽ        | j           |          |           |

### Слог
Слог состоит из согласного приступа, гласного и факультативной согласной коды – CV(C). Кроме некоторых исключений с ротическими согласными, кластеры согласных в слогах не представлены.

## Морфология
Словоизменение осуществляется с помощью суффиксации, словообразование – с помощью суффиксации, префиксации, инфиксации и сложения.
Традиционно выделяется 7 синтаксических категорий: существительные, классификаторы, нумераторы, местоимения, глаголы, указательные местоимения и вопросительные слова (англ. interrogative).

### Существительные
Большинство существительных состоят из основы или глагольного корня и аффикса. Также распространённым методом словообразования является сложение.
| /cɛhɛcóːn/ 'птица' | /cɛ́hɛn/ 'вещь' + /cóːn/ 'дерево'                       |
| /kalɾə́ːn/ 'нога'   | /kál/ 'перекладина' + /ɾə́ːn/ 'ступня'                  |
| /jɤ́ŋɛ́n/ 'лидер'    | /jɤ́ŋ/ 'быть великим' + /ɽɛ́n/ 'непроизвольное действие' |
| /ʔətʋɨ́c/ 'лобстер' | /ət/ 'не' + /ʋɨ́c/ 'быть быстрым'                       |

(Braine, 1970, с. 87, 89)
Существительные подразделяются на класс нарицательных и класс собственных, в каждом классе по 2 подкласса: одушевлённые и неодушевлённые. Нарицательные одушевлённые существительные делятся на личные и неличные. Классы выделяются формально, среди одушевлённых присутствуют семантически неодушевлённые существительные.
Собственные
ANIM – Личные имена и имена членов одушевлённого класса: /təkɛ́ːn/  'Добросовестный' (имя человека)
INAN – Названия локаций: /múːs/  'Мус' (название деревни)
(Braine, 1970, с. 104)
Нарицательные
ANIM
личные – Люди и духи: /taɾík/   'человек', /síːʔə/  'дьявол'
неличные – содержит 3 подкласса, различающиеся классификаторами, которые с ними употребляются:
- растения и деревья: /taʔɔ́ːkə/   'кокосовое дерево'
- животные и длинные, узкие объекты: /pɤ́ːkəɾɛ/   'коза', /ʔáːp/   'каноэ', /pɛ́nsɤl/   'карандаш', /hutúːk/   'лук' (оружие)
- без классификатора: /ʔihóŋ/   'камень' (единственный представитель)

INAN
Этот класс содержит множество подклассов, однако доступные данные о языке позволяют выделить только 3:
- парные части тела: /ŋáŋ/   'ухо', /mát/   'глаз'
- без классификатора (3 представителя): /líːpəɾɛ/   'книга', /patíːʔ/   'дом', /piɾúm/ 'свинец'
- остальное: /talə́ːkə/ 'дорога'

Также есть 9 существительных, для которых невозможно определить, относятся ли они к классу одушевлённых или неодушевлённых.
(Braine, 1970, с. 105–108)

### Классификаторы
Большинство представителей данной категории является также и существительными. Есть только 4 "чистых" классификатора:
- taka 'человек'
- ŋɔŋ 'животное/длинный узкий объект'
- máːʔ 'растение/дерево'
- kaŋɛ́n 'вид, тип'

Классификаторы употребляются только в именных группах, в которых объекты перечисляются.
| héŋ  | tahɔ́ːl | kúk   |
| один | пара   | кокос |

'Одна пара кокосов' (Sidwell, 2015, с. 1253): tahɔ́ːl – классификатор

### Нумераторы
Существуют отдельные слова для чисел от 1 до 9, 10, всех десятков, 100 и 1000. Слово, обозначающее 'один' (héŋ), также может применяться в качестве неопределённого артикля.

### Указательные местоимения
Парадигма включает в себя 20 форм, являющихся сочетаниями 5 корней и двух аффиксов: am (обозначает удалённость) и ʔa (спецификатор)
Корни (обозначающие близкие объекты):
- ŋɔ́h (PROX.SG.ANIM)
- ʋéː (PROX.PL.ANIM)
- náː (PROX.DU.ANIM)
- ŋíh (PROX.SG.INAN)
- nɛ́ː (PROX.PL.INAN)

У аффикса am существует алломорф mi, использующийся с корнями, начинающимися на n – minɛ̃́ː (DIST.PL.INAN)
Эмфатический аффикс ʔa употребляется для выделения конкретного объекта и обращения на него внимания. Указательные местоимения с этим аффиксом обладают очень конкретным значением и редко встречаются.
| tuɾɛ́ːɽɔŋ          | nun | minɛ́ʔã            | ɽɔŋ taʔɔ́ːkə |
| красно-коричневый | 3PL | DIST.PL.ANIM.SPEC | кокос       |

'Эти кокосы красно-коричневые' (Sidwell, 2015, с. 1250)

### Местоимения
Местоимения имеют до 5 различных форм в зависимости от синтаксической позиции:
- простое подлежащее (подлежащее не-вопросительного самостоятельного предложения)
- вопросительная позиция (подлежащее вопросительного предложения)
- подчинительная позиция (подлежащее подчинительного предложения)
- притяжательная позиция (дополнение глагола/предлога, посессор существительного или подлежащее в главном предложении при наличии подчинительного предложения)
- эмфатическая позиция (используется вместо падежа простого подлежащего для обозначения уверенности, обычно употребляется в историях и рассказах о прошлом)

Начальные формы местоимений являются фузиями семантических показателей трёх лиц, трёх чисел (единственного, двойственного и множественного), включённости/невключённости (в 1DU. и 1PL.) и в 3 лице: ANIM/INAN, личный/неличный, PROX/DIST.
Также  в 3 лице различаются показатели для прошлого/не-прошлого (куда включается настоящее, будущее и недавнее прошлое) и видимости/невидимости (для говорящего) – противопоставляются морфемы не-прошлого видимого, не-прошлого невидимого и прошлого.

### Глаголы
Глагольные корни участвуют в 13 типах словоизменительных конструкций (корень + 1–3 аффикса). При этом сами корни делятся на 3 класса, которые различаются в дистрибуции с суффиксами:
- S1 – производные каузативные и простые переходные корни – miɽíŋ (mi + huɽíŋ) 'делать чёрным', fál 'бежать'
- S2 – производные неагентивные корни – ʔalíːc (a + líːc) 'быть очищаемым'
- S3 – простые непереходные корни – kiɾə́ŋ 'быть большим'

К глагольному корню до деривационных аффиксов может быть присоединён один из 7 тематических суффиксов, передающих в числе прочего направление и вид:
- {k} – имперфектив (незаконченное или ненамеренное действие – только с S1)
- {h} – реципрок (применяется, если объектом глагола является hə́ː 'друг друга')
- {hət} – 'в, вглубь острова'
- {l, t, ɲ, ŋ} – суффиксы направления (D)
  - {l} – 'вверх'
  - {t} – 'к, вниз'
  - {ɲ} – 'из, к побережью'
  - {ŋ} – перфектив (действие закончено) или 'в лес'

Конструкции:
- Личный референт – индикатор того, что у глагола есть дополнение, принадлежащее к личному классу – суффикс {ə3} с алломорфами {ɛ́n} после тематических суффиксов и {∅} после {hət}
- Неличный референт – индикатор того, что действие глагола относится к неличному объекту, который может быть и не выражен – суффикс {ə4} с алломорфом {∅} после {hət}
- Пассив – различаются конструкции для S1 и S2:
  - S1 – суффикс {ə5} с алломорфами {a}, {∅}, {əŋə}, {ʋə}, {u}, {u(ə)}
  - S2 – у глаголов с тематическим суффиксами {t} и {ɲ}: {kə} + тем. суфф. + {ə5}, у остальных так же, как у S1
- Рефлексивный пассив – суффикс {ə6} + рефлексивный суффикс {ɾɛ}
- Непереходный локатив – индикатор направления действия, выраженного непереходным глаголом – корень S3 + суфф. направления (D) или {hət}  + {i} (у {i} есть алломорфы {ə} и {∅})
- Инкорпорированный объект – действие относится к неопределённому объекту, выраженному с помощью глагольного суффикса – корень S1 + {hə} / {ha} / {ʔə} / {ʔa} + суфф. направления (D) + {i}

| lɛ́h-hə-l-ə                 | cin |
| ударять-INC.OBJ-вверх-INTR | 1SG |

'Я ударяю (что-то) движением вверх' (Braine, 1970, с. 188)
- Посессив – значение 'иметь сделанным' или 'иметь для того, чтобы сделать' корень S1 + любой тем. аффикс, кроме реципрока + {uʋə}

| ʔət | kahúl-l-uʋə         | ʔəm | tə   | ɲáʔã |
| NEG | готовить-вверх-POSS | 2SG | LINK | еда  |

'У тебя разве нет ничего, что можно приготовить?' (Braine, 1970, с. 190)
- Статив – индикатор глагола, описывающего состояние субъекта – суффикс {a} (húːʔ 'кричать, восклицать' – húːʔa 'быть плачущим')
- Прогрессив – индикатор действия, начавшегося в прошлом и продолжающегося и в будущем – используется только с предикатами, обозначающими процессы – суффикс {haka}
- Атрибутив – индикатор посессивного отношения между субъектом и глагольной группой – суффикс {ə7}

| laɾák-ə                | kanúːc   | cin |
| быть разломленным-ATTR | карандаш | 1SG |

'У меня есть разломленный карандаш' (Braine, 1970, с. 193)
- Последовательная конструкция – индикатор того, что действие, обозначенное данным глаголом, завершается, перед тем как начинается следующее действие – суффикс {hɛ́ː}
- Отрицательный абсолютив – индикатор того, что действие вообще не происходит – суффикс {haɽa} / {ʔaɽa}
- Разрушительный эффект – S3 + суффикс {haŋɛ́n} / {ʔaŋɛ́n}

Также в языке имеется суффикс, добавляющийся после завершения всех словоизменительных преобразований: суффикс непроизвольного действия {ɽɛ́n} (с алломорфом {ɛ́n} после согласного). С непереходными и неагентивными корнями он является индикатором того, что данное действие невозможно контролировать. C каузативными корнями значение не такое выраженное, но тоже скрыто присутствует.

## Сокращения
| ANIM – одушевлённый  | INAN – неодушевлённый      | POSS – посессив          |
| ATTR – атрибутив     | INC.OBJ – инкорпор. объект | PROX – близкий           |
| CAUS – каузатив      | INTR – непереходность      | PST – прош. время        |
| DEF – опред. артикль | LINK – связка              | SPEC – со спецификатором |
| DIST – удалённый     | NEG – отрицание            |                          |
| DU – двойств. число  | PASS – пассив              |                          |